# Polana lamina
Polana lamina är en insektsart som beskrevs av Delong 1979. Polana lamina ingår i släktet Polana och familjen dvärgstritar. Inga underarter finns listade i Catalogue of Life.